# McGee Manufacturing Company
McGee Manufacturing Company war ein US-amerikanischer Hersteller von Automobilen. Es wird auch die Firmierung H. O. McGee Manufacturing Company genannt.

## Unternehmensgeschichte
Harry O. McGee gründete 1917 das Unternehmen in Indianapolis in Indiana. Er begann mit der Produktion von Automobilen. Der Markenname lautete McGill. In den 1930er Jahren endete die Produktion. Insgesamt entstanden etwa 16 Fahrzeuge. Vier Fahrzeuge sollen noch existieren.

## Fahrzeuge
Die Fahrzeuge hatten das Aussehen von Lokomotiven. Sie wurden auch als Trackless Train bezeichnet. Die Fahrgestelle kamen von verschiedenen Herstellern wie Cord, Dagmar und Graham-Paige.
Abnehmer waren Filmstudios, u. a. Metro-Goldwyn-Mayer, der Radiosender Majestic und die Kelly-Springfield Tire Company.